# Makowczyce
Makowczyce (dodatkowa nazwa w j. niem. Makowtschütz) – wieś w Polsce położona w województwie opolskim, w powiecie oleskim, w gminie Dobrodzień.
W latach 1975–1998 miejscowość administracyjnie należała do województwa częstochowskiego.

## Nazwa
Nazwa pochodzi od polskiej nazwy rośliny oleistej maku. Heinrich Adamy zaliczył ją do grupy śląskich miejscowości, których nazwy wywodzą się od tej rośliny "von mak = Mohn".  W swoim dziele o nazwach miejscowych na Śląsku wydanym w 1888 roku we Wrocławiu wymienia wcześniejszą od niemieckiej nazwę miejscowości w staropolskiej formie "Makowcyce" podając jej znaczenie jako "Mohndorf" czyli w tłumaczeniu "Wieś maku, makowa wieś". Niemcy fonetycznie zgermanizowali nazwę wsi na "Makowtschütz" w wyniku czego utraciła ona swoje pierwotne znaczenie. W 1936 roku hitlerowska administracja III Rzeszy, chcąc zatrzeć słowiańskie pochodzenie nazwy wsi, przemianowały ją ze zgermanizowanej na nową, całkowicie niemiecką nazwę Mohntal.

## Historia
Na pieczęci gminnej od początku XIX w. do roku 1941 widniał wizerunek makówki wskazujący na nazwę miejscowości (Godło mówiące). 
W latach 1945–1956 w Makowczycach stacjonowała Armia Radziecka.